# Securidaca lanceolata
Securidaca lanceolata é o nome científico de uma planta da família das Poligaláceas, vulgarmente designada como caninana. É uma trepadeira lenhosa (liana) que existe espontaneamente na Região Sul do Brasil, restrita à Mata Atlântica.